# 緋紅 (電視劇)
《緋紅》，為日本NHK電視台於2019年9月30日至2020年3月28日播出的第101部晨間劇，由NHK大阪放送局（BK局）拍攝製作，戶田惠梨香主演。

## 企劃與製作
故事發生在1946年二次大戰後，從大阪移居至滋賀信樂的川原喜美子是個擅長繪畫的少女，她與雙親及兩個妹妹雖然生活貧困，但認真的她仍努力幫忙家中事務。6年後，15歲的喜美子前往大阪工作後回到信樂，並對故鄉的信樂燒產生濃厚的興趣，自此開始投入男性主導的陶藝界，目標成為一名首屈一指的陶藝家。日後，喜美子與志同道合的男陶藝家結為連理，並產下兒子，在經過思考是否要讓兒子繼承衣缽以及與其別離後，她開設了自己的燒窯。雖然生活仍舊貧困，但自此開始，喜美子決心守護這項傳統藝術，並秉持著助人的性格照顧養育著前來委託她的人們，且支持那些她所愛的人們持續向未來邁進。2018年12月3日公布製作相關事宜，並宣布由製作人及編劇的欽點，直接指定由戶田惠梨香擔綱女主角，2019年2月21日公布其他演員人選，4月2日於滋賀縣甲賀市及長濱市正式開鏡。
本劇是以現年83歲的陶藝家神山清子的半生為原型，片中同時提供本人製作藝術品協助拍攝。

## 劇情簡介
時間是戰後兩年的1947年，10歲的川原喜美子（戶田惠梨香 飾）跟隨經商失敗的父親（北村一輝 飾）及家人們逃到滋賀縣信樂，投靠了父親的戰友。生活貧困之餘，父親也從大阪收留了在外流浪的草間宗一郎（佐藤隆太 飾），對生活鬱卒的草間教導了喜美子柔道與人生道理，卻在某天離開了信樂。5年後，已是國中生的喜美子預定在畢業後前往好友熊谷照子（大島優子 飾）父親的陶窯就職，然而在陰錯陽差下前往了大阪的租屋宿舍工作，開啟了未知的未來。

## 登場人物

### 主角
- 川原喜美子：戶田惠梨香（幼年期：川島夕空）（香港配音：鄭家蕙）

本劇主角。

### 滋賀信樂的人們

#### 川原家
- 川原常治：北村一輝（香港配音：袁德基）

喜美子的父親。
- 川原松（川原マツ）：富田靖子（香港配音：陳凱婷）

喜美子的母親。
- 川原直子→鮫島直子：櫻庭奈奈美（幼年期：八鍬夏美、少女期：安原琉那）（香港配音：何凱怡）

喜美子的大妹。
- 川原百合子→大野百合子：福田麻由子（幼年期：稻垣來泉（日语：稲垣来泉）、少女期：住田萌乃（日语：住田萌乃））（香港配音：楊婉潼）

喜美子的小妹。
- 川原武志：伊藤健太郎 （幼年期：又野曉仁、少年期：中須翔真）

喜美子的兒子，於完結篇英逝於白血病。原型為神山賢一。

#### 熊谷家
- 熊谷照子：大島優子（少女期：橫溝菜帆（日语：横溝菜帆））（香港配音：廖欣怡）

喜美子的幼年玩伴。
- 熊谷秀男：阪田雅信（日语：阪田マサノブ）（香港配音：梁皓翔）

照子的父親。
- 熊谷和歌子：未知泰惠（日语：未知やすえ）

照子的母親。
- 熊谷敏春：本田大輔（日语：本田大輔）（香港配音：柯偉聰）

照子的丈夫。
- 熊谷雪子：毎田暖乃（日语：毎田暖乃）

照子與敏春的長女。
- 熊谷芽久美（熊谷芽ぐみ）：村崎真彩（幼年期：米田登貴、少女期：中野芽愛）

照子與敏春的次女。
- 熊谷真里子：山本唯以

照子與敏春的三女。
- 熊谷龍也：福崎那由他（日语：福崎那由他）

照子與敏春的長男。

#### 大野家
- 大野信作：林遣都（幼年期：中村謙心）（香港配音：張振熙、楊婉潼（童年））

喜美子的幼年玩伴。
- 大野忠信：兒島雄一（日语：マギー (俳優)）

信作的父親。
- 大野陽子：財前直見（香港配音：陳雪瑩）

信作的母親。
- 大野櫻：東未結（幼年期：吉川詩穗梨）

信作與百合子的長女。
- 大野桃：岡本望來（幼年期：朝日湖子）

信作與百合子的次女。

#### 丸熊陶業的人們
- 十代田八郎→川原八郎→十代田八郎：松下洸平（香港配音：陳漢祺）

喜美子的丈夫，丸熊陶業的陶工。
- 深野心仙：尾形一成（香港配音：羅偉亮）

信樂燒繪畫師，喜美子的師傅。
- 池之内富三郎：夙川與務（日语：夙川アトム）（香港配音：鄧燦陽）

深野的大弟子。
- 磯貝忠彥：三谷昌登（日语：三谷昌登）（香港配音：馮瀚輝）

深野的二弟子。
- 津山秋安：遠藤雄彌

八郎的同期職員。
- 藤永一徹：久保山知洋（日语：久保山知洋）

八郎的同期職員。
- 加山：田中章（日语：プリンプリン）（香港配音：郭湛深）

丸熊陶業的掌櫃。
- 西牟田：八田浩司

丸熊陶業的陶工。
- 城崎剛造：澀谷天外（日语：渋谷天外 (3代目)）

丸熊陶業的原繪畫部領導，爾後離職。
- 原下：杉森大祐（日语：杉森大祐）

城崎的弟子，隨城崎離職。
- 阿綠：西村亞矢子

員工餐廳的服務員。
- 八重子：宮川沙紀

員工餐廳的服務員。
- 女傭：西村賴子（日语：西村頼子）

幫忙熊谷家育兒的女傭。

#### 信樂窯業研究所的人們
- 橘廣惠（橘ひろ恵）：紺野真晝

「窯業研究所」的職員。
- 柴田寬治：中村育二（日语：中村育二）

「窯業研究所」的所長。
- 石井真奈：松田琉花

「窯業研究所」的事務員。
- 掛井武藏丸：尾上寬之（日语：尾上寛之）

「窯業研究所」的研修室指導員。
- 事務室長：古川真也

「窯業研究所」的事務室長。
- 鯖山：福島快利（日语：福島快利）

「窯業研究所」的職員。
- 楠木：小藪大祐

「窯業研究所」的職員。
- 小栗：平田理（日语：平田理）

「窯業研究所」的職員。
- 榊：川添公二

「窯業研究所」的職員。

#### 滋賀的其他人們
- 黑岩次郎：上野俊介（少年期：溝上空良）

川原家鄰居孩童中的孩子王。
- 黑岩富子：飯島順子（日语：飯島順子）

次郎的母親。
- 赤松：白井良次

居酒屋「赤松」的老闆。
- 慶乃川善：村上昭二（日语：村上ショージ）（香港配音：羅偉亮）

丸熊陶業的陶工。
- 田原久惠：岩村春花

丸熊陶業的員工。
- 森妙子：岡部尚子

丸熊陶業的員工。
- 所澤有子：八田麻住

丸熊陶業的員工。
- 勝子老婆婆：川本美由紀

住喜美子附近町內的老婆婆。
- 谷中：壬生真也（日语：みぶ真也）

介紹員工給常治的熟人。
- 博之：請園裕太

透過谷中介紹而在常治身邊的工人。
- 保：中川元喜

博之的哥哥，同弟弟在常治身邊工作。
- 祖母：山村嵯都子

博之與阿保的祖母。
- 望月老師：前田繪美（香港配音：馮詠恩）

喜美子小學時的導師。
- 寺岡崇史：湯淺崇（日语：湯浅崇）

喜美子高三時的導師。
- 美津子（みつこ）：馬塲由貴

高中時代傳情書給信作的女學生。
- 男高中生：小西健太

照子高中時的交往對象。
- 寶田三郎：石田明（日语：石田明）

喜美子的相親對象。
- 佐佐木今日子：杉浦琴乃（日语：杉浦琴乃）

信作高中時的女友之一。
- 智子：英智佳

信作高中時的女友之一。
- 田畑良子（田畑よし子）：辻本瑞希（日语：辻本みず希）

認真參加約會的女子，對信作有好感。
- 坂先生：岡大介（日语：岡大介）

「長野工務店」的工人。
- 佐久間信弘：飯田基祐（日语：飯田基祐）

美術商人。
- 小池杏里（小池アンリ）：烏丸節子

喜美子的顧客。
- 稻葉五郎：永沼伊久也（日语：永沼伊久也）

八郎最初的弟子之一。
- 畑山亨：田中淳

八郎最初的弟子之一。
- 佳織：福嶋千明

媽媽合唱團的一員。
- 住田秀樹：田中美央（日语：田中美央）

喜美子後援會的會長。
- 永山大輔：七瀨公（日语：七瀬公）

武志高中時代的朋友。
- 寶田學：大江晉平

武志高中時代的朋友。

### 大阪的人們

#### 荒木莊的人們
- 庵堂千夜子（庵堂ちや子）：水野美紀（香港配音：顧詠雪）

居於「荒木莊」的新聞記者。
- 酒田圭介：溝端淳平（香港配音：黃榮璋）

居於「荒木莊」的醫學生。
- 田中雄太郎：木本武宏（日语：木本武宏）（香港配音：梁皓翔）

居於「荒木莊」的奇人。
- 荒木貞（荒木さだ）：羽野晶紀（日语：羽野晶紀）（香港配音：陳雪瑩）

大阪旅店「荒木莊」的老闆娘。
- 大久保信子（大久保のぶ子）：三林京子（日语：三林京子）（香港配音：王綺婷）

大阪旅店「荒木莊」的前侍女。

#### 大阪的其他人們
- 喬治富士川（ジョージ富士川）：西川貴教

留學法國的世界級藝術家。
- 咖啡廳老闆：高田昭德（日语：オール阪神・巨人）

「荒木莊」附近的咖啡廳「鳴囀」的老闆。
- 泉田明子（泉田あき子）：佐津川愛美（日语：佐津川愛美）（香港配音：王慧珠）

圭介的愛慕對象，泉田工業的千金。
- 泉田庄一郎：蘆屋雁三郎

明子的父親，泉田工業的會長。
- 平田昭三：辻本茂雄（日语：辻本茂雄）（香港配音：周鑫霆）

新聞社「每日大阪」的總編輯。
- 石之原：松木賢三

新聞社「每日大阪」的員工。
- 宅坊：Maechan

新聞社「每日大阪」的員工。
- 中野元次：谷垣宏尚

新聞社「每日大阪」的員工。
- 十代田逸子（十代田いつ子）：主濱晴美（日语：しゅはまはるみ）

八郎的姐姐。

### 其他人物
- 草間宗一郎：佐藤隆太（香港配音：鄧肇基）

川原家的食客。
- 草間里子：行平愛佳

宗一郎的妻子。
- 紙上戲劇表演者：矢野勝也（日语：矢野勝也）

紙上戲劇表演者。
- 工藤：福田轉球（日语：福田転球）

向常治追討債務的討債人。
- 本木：武藏（日语：武蔵 (格闘家)）

與工藤一同向常治討債的人。
- 電氣窯修理業者：濱本廣晃（日语：浜本広晃）

修理川原工房電器窯的工人。
- 慶乃川純平：笑福亭銀瓶（日语：笑福亭銀瓶）

阿善唯一的親人，保險業務員。
- 粉紅風潮：詫間麻彩、市居優希

1978年的當紅偶像雙人組。
- 松永三津：黑島結菜（香港配音：廖杏茵）

喜美子的弟子。
- 岬小百合：辻凪子

參加一日川原工房陶藝教室的女上班族。
- 菜菜子：新居則子

川原工房陶藝教室的學生。
- 加代：辻凪子

川原工房陶藝教室的學生。
- 鮫島正幸：正門良規

直子的丈夫。
- 大崎茂義：稻垣吾郎

武志的主治醫師。
- 山之根：千田訓子（日语：千田訓子）

滋賀縣立中央醫院內科護士。
- 櫃台接待：旭堂南鈴

喜美子的陶藝展的櫃台接待人員。
- 安田理香子：早織（日语：早織）

武志病友的母親。
- 安田智也：久保田直樹（日语：久保田直樹）

武志的病友。

## 播出日程

### 日本
| 1                                                        | 1－6     | 2019年9月30日－10月5日 （初次見面，信樂） | 中島由貴          | 19.8% |
| 2                                                        | 7－12    | 10月7日－10月12日 （固執且驕傲的啟程）    | 中島由貴          | 20.2% |
| 3                                                        | 13－18   | 10月14日－10月19日 （萬歲！大阪新生活）   | 中島由貴          | 19.7% |
| 4                                                        | 19－24   | 10月21日－10月26日 （獨當一面之前）       | 佐藤讓            | 18.9% |
| 5                                                        | 25－30   | 10月28日－11月2日 （暗戀又甜又苦）        | 佐藤讓            | 19.1% |
| 6                                                        | 31－36   | 11月4日－11月9日 （自己決定的道路）       | 鈴木航            | 20.2% |
| 7                                                        | 37－42   | 11月11日－11月16日 （請收我為徒弟！）     | 小谷高義          | 20.0% |
| 8                                                        | 43－48   | 11月18日－11月23日 （心動夏天！）         | 中島由貴          | 19.4% |
| 9                                                        | 49－54   | 11月25日－11月30日 （火之祭的誓言）       | 佐藤讓            | 19.5% |
| 10                                                       | 55－60   | 12月2日－12月7日 （喜歡你的感覺）         | 鈴木航            | 18.7% |
| 11                                                       | 61－66   | 12月9日－12月14日 （一起的夢想）          | 小谷高義          | 19.1% |
| 12                                                       | 67－72   | 12月16日－12月21日 （邁向幸福的一大步）   | 中島由貴          | 19.8% |
| 13                                                       | 73－78   | 12月23日－12月28日 （充滿愛的器皿）       | 鈴木航            | 19.2% |
| 14                                                       | 79－84   | 2020年1月6日－1月11日 （吹起新的旋風）    | 小谷高義          | 18.2% |
| 15                                                       | 85－90   | 1月13日－1月18日 （溫柔交叉）             | 中島由貴          | 18.6% |
| 16                                                       | 91－96   | 1月20日－1月25日 （熱情瞬間）             | 泉並敬真          | 19.3% |
| 17                                                       | 97－102  | 1月27日－2月1日 （淚後天晴）              | 佐藤讓            | 19.1% |
| 18                                                       | 103－108 | 2月3日－2月8日 （相信火炎）               | 中島由貴          | 19.8% |
| 19                                                       | 109－114 | 2月10日－2月15日 （春天是相會的季節）     | 野田雄介          | 19.1% |
| 20                                                       | 115－120 | 2月17日－2月22日 （再次成為家族）         | 鈴木航            | 19.6% |
| 21                                                       | 121－126 | 2月24日－2月29日 （特別晴天）             | 野田雄介          | 19.0% |
| 22                                                       | 127－132 | 3月2日－3月7日 （珍愛時光）               | 中島由貴          | 19.3% |
| 23                                                       | 133－138 | 3月9日－3月14日 （不可動搖地堅強）        | 泉並敬真          | 19.5% |
| 24                                                       | 139－144 | 3月16日－3月21日 （蒐集小小的希望）       | 佐原裕貴 原田氷詩 | 19.1% |
| 25                                                       | 145－150 | 3月23日－3月28日 （永不熄滅的火炎）       | 中島由貴          | 20.1% |
| 平均收視率19.38%（收視率由Video Research於關東地區統計） |          |                                           |                   |       |

### 香港
| 集數     | 播映日期                       | 電視直播收視 | 備註   |
| 1－2     | 2021年11月4日－2021年11月5日   | 1.4點        | [ 4 ]  |
| 3－7     | 2021年11月8日－2021年11月12日  | 1.4點        | [ 5 ]  |
| 8－12    | 2021年11月15日－2021年11月19日 | 1.3點        | [ 6 ]  |
| 13－17   | 2021年11月22日－2021年11月26日 | 1.2點        | [ 7 ]  |
| 18－22   | 2021年11月29日－2021年12月3日  | 1.4點        | [ 8 ]  |
| 23－27   | 2021年12月6日－2021年12月10日  | 1.4點        | [ 9 ]  |
| 28－32   | 2021年12月13日－2021年12月17日 | 1.4點        | [ 10 ] |
| 33－37   | 2021年12月20日－2021年12月24日 | 1.4點        | [ 11 ] |
| 38－42   | 2021年12月27日－2021年12月31日 | 1.3點        | [ 12 ] |
| 43－47   | 2022年1月3日－2022年1月7日     | 1.4點        | [ 13 ] |
| 48－52   | 2022年1月10日－2022年1月14日   | 1.5點        | [ 14 ] |
| 53－57   | 2022年1月17日－2022年1月21日   | 1.6點        | [ 15 ] |
| 58－62   | 2022年1月24日－2022年1月28日   | 1.5點        | [ 16 ] |
| 63－67   | 2022年1月31日－2022年2月4日    | 1.4點        | [ 17 ] |
| 68－72   | 2022年2月7日－2022年2月11日    | 1.4點        | [ 18 ] |
| 73－77   | 2022年2月14日－2022年2月18日   | 1.6點        | [ 19 ] |
| 78－81   | 2022年2月21日－2022年2月25日   | 1.5點        | [ 20 ] |
| 82－86   | 2022年2月28日－2022年3月4日    | 1.6點        | [ 21 ] |
| 87－91   | 2022年3月7日－2022年3月11日    | 1.5點        | [ 22 ] |
| 92－96   | 2022年3月14日－2022年3月18日   | 1.6點        | [ 23 ] |
| 97－101  | 2022年3月21日－2022年3月25日   | 1.6點        | [ 24 ] |
| 102－105 | 2022年3月28日－2022年3月31日   | 1.5點        | [ 25 ] |

## 製作團隊
- 編劇：水橋文美江
- 音樂：冬野由美（日语：冬野ユミ）
- 主題曲：Superfly「フレア」[26]
- 旁白：中條誠子（日语：中條誠子）
- 陶瓷藝術品提供：神山清子
- 《緋紅》一週回顧與5分鐘摘要主持人：片山智彥（日语：片山智彦）（NHK神戶放送局主播）
- 導演：中島由貴、佐藤讓、鈴木航、小谷高義、泉並敬真、野田雄介、佐原裕貴、原田氷詩
- 製作人：長谷知記、葛西勇也
- 製作統籌：內田夕貴

## 其他
主題彩繪列車在信樂高原鐵道開始上路。出發儀式於9月29日在信樂站舉行，直到2020年3月28日播畢為止，列車將會不定期在貴生川站至信樂站區間行駛。

## 外部連結
- NHK官方網站（日語）
- 緋紅的X（前Twitter）
- 緋紅的Instagram帳戶
- 緯來日本台官方網站 （页面存档备份，存于）（繁體中文）
- 緯來綜合台官方網站（繁體中文）

| 日本 NHK 連續電視小說                | 日本 NHK 連續電視小說                  | 日本 NHK 連續電視小說 |
| ------------------------------------ | -------------------------------------- | --------------------- |
|                                      | 緋紅 （2019年9月30日－2020年3月28日）  |                       |
| 夏空 （2019年4月1日－2019年9月28日） | 歡呼 （2020年3月30日－2020年11月27日） |                       |

| 臺灣 緯來日本台 星期一至五 21:00 - 22:00         | 臺灣 緯來日本台 星期一至五 21:00 - 22:00         | 臺灣 緯來日本台 星期一至五 21:00 - 22:00 |
| ------------------------------------------------ | ------------------------------------------------ | ---------------------------------------- |
|                                                  | 喜美子的陶藝物語 （2021年3月22日－2021年6月2日） |                                          |
| 月薪嬌妻 特別篇 （2021年3月18日－2021年3月19日） | Oh! My Boss!戀愛在別冊 （2021年6月3日－6月17日） |                                          |
| 緯來綜合台 星期一至五 21:00 - 22:00              |                                                  |                                          |
| 鬼太郎之妻（重播）                               | 加油！喜美子 （2022年10月11日－）                | —                                        |

| 香港 香港開電視 星期一至五 20:00 - 20:25                                                                                       | 香港 香港開電視 星期一至五 20:00 - 20:25      | 香港 香港開電視 星期一至五 20:00 - 20:25 |
| --- | --------------------------------------------- | ---------------------------------------- |
| | 信樂的喜美子 （2021年11月4日－2022年3月31日） |                                          |
| 小梅醫生 （2021年5月14日－2021年11月3日）                                                                                      | 地膽帶路日本遊 （2022年4月1日－2022年7月4日） |                                          |
| 香港 HOY TV 星期一至五 10:35 - 11:00 · 5月26日、6月22日、7月24日、7月28日、8月3日、9月13日及25日至10月9日、18日及23日 暫停播映 |                                               |                                          |
| 小梅醫生 （2022年11月21日－2023年5月8日）                                                                                      | 信樂的喜美子 （2023年5月9日－2023年10月26日） | 光姊妹 （2023年10月31日－2024年6月4日）  |

| 香港 綜合娛樂台 星期一至五 15:00－15:55，逢星期二至六11:00-11:55重播（每次播映兩集），10月4日改為15:00-15:25播出（只播映一集） | 香港 綜合娛樂台 星期一至五 15:00－15:55，逢星期二至六11:00-11:55重播（每次播映兩集），10月4日改為15:00-15:25播出（只播映一集） | 香港 綜合娛樂台 星期一至五 15:00－15:55，逢星期二至六11:00-11:55重播（每次播映兩集），10月4日改為15:00-15:25播出（只播映一集） |
| --- | --- | --- |
| | 信樂的喜美子 （2022年7月22日－2022年10月4日）                                                                                  | |
| 小梅醫生 （2022年5月6日－2022年7月21日）                                                                                       | 取消時段 | |